# 決勝時刻：現代戰爭3
《使命召唤：现代战争3》是由Infinity Ward和Sledgehammer Games共同开发，美国动视发行的第一人称射击游戏。本作是《使命召唤：现代战争2》的续集，是《现代战争》系列的第三部，《使命召唤》系列的第八款游戏。游戏由Sledgehammer Games、Infinity Ward、Raven Software联手制作。
《现代战争3》是《现代战争2》的续篇，本作将会揭晓“现代战争”系列主角的去向与秘密。全新角色、新科技武器、更加浩大的战争场面，《使命召唤：现代战争3》将会带领玩家体验到更加真实的现代战争。
| 汇总媒体     | 得分                                                |
| ------------ | --------------------------------------------------- |
| GameRankings | (X360) 88.49% (PS3) 88.10% (PC) 81.24% (Wii) 69.25% |
| Metacritic   | (X360) 88/100 (PS3) 88/100 (PC) 78/100 (Wii) 70/100 |

| 媒体                | 得分              |
| ------------------- | ----------------- |
| 1UP.com             | A-                |
| Eurogamer           | 8/10              |
| Game Informer       | 9/10              |
| GameSpot            | 8.5/10            |
| GameTrailers        | 9.3/10            |
| Giant Bomb          | [ 16 ]            |
| IGN                 | 9/10 (Wii) 4.5/10 |
| Joystiq             | [ 19 ]            |
| 官方Xbox杂志        | 8.5/10            |
| Gaming Evolution    | 9/10              |
| The Daily Telegraph | [ 22 ]            |

## 游戏玩法
《使命召唤：现代战争3》由Infinity Ward、Sledgehammer Games以及Raven Software辅助开发，是“现代战争”系列的第三部，也是使命召喚系列的第八部作品。遊戲在前作的基礎上把戰鬥地點移到德、法、英及美國。

### 战役模式
玩家在“战役”模式中将继续扮演不同角色，角色会随着故事的发展而不断转变，剧情亦分为四大行动。每个关卡中任务的目标方向与距离会以路标形式在平视显示器中显示，任务的要求各不相同，或要求玩家抵达指定位置以歼灭敌人、或操作现代化设备或武器。对玩家造成的伤害以健康数值在屏幕上显示，防御值亦有助于玩家重生。玩家也可以跟随不可以发布指令的队友。和《现代战争2》一样，游戏中描绘恐怖份子攻击包括儿童在内的平民的交互式场景可供玩家跳过。

### 协作模式
名为“生存”的新游戏模式允许一到四名玩家单独或联手对付无穷无尽的敌人，每一波敌人的难度会不断加大。与《使命召唤：战争世界》的纳粹僵尸模式（Nazi Zombies）较为不同的是，敌人不会在固定位置重生，而是根据玩家当前位置在战术位置出现。该模式可在游戏中的全部多人地图中实现。玩家可赚取的物品诸如武器、晋升军衔、子弹、空对地支援设备等。《现代战争2》中的“特种部队”在本作中回归。与以往的69级不同的是，完成全部挑战可升至的最高级别为48级。“特种部队”的一些武器特供该模式。

### 多人模式
本集多人模式跟前作有幾個不同之處。首先，整個連殺系統（Killstreak system）轉換成計分制（PointStreak System），殺掉敵人不再是唯一的方法去賺取獎賞。玩家可以透過達成不同遊戲模式的目的來賺取換取獎勵的分數，例如在Capture the flag模式中奪取旗桿或在Search and Destroy模式中成功設置或拆除炸彈也可以增加一分從而賺取獎賞。而且賺取足夠的分數後換取的獎賞不再只是一種，而是三種不同類型的獎賞，分別是衝鋒（Assault Package），支援（Support Package）和個人（Specialist Package）。玩家可以透過使用不同類型的獎賞以幫助隊伍取得勝利。

### 特种部队
由前作移植过来的“特种部队”出现新功能，两大主要模式，其一与主要剧情大致相同，另一基于生存模式，该模式下玩家可加入多人地图供个人或助手抵挡敌人。玩家可以购买支持选项以解锁每一环节中的经验加成奖励。

## 战役劇情

### 第一章

#### 不速之客
2016年8月17日，承接前作《现代战争2》，杀死谢菲尔德將軍後，普萊斯和尼古莱·贝里奇帶著傷重的“肥皂”麥克塔維什到印度北部喜馬偕爾邦的藏匿處，但不久后遭到馬卡洛夫的部隊攻擊。在前俄羅斯特種部隊成員尤里和尼古莱·贝里奇的小部队的掩護下，眾人得以逃生。

#### 黑色星期二
俄軍入侵美國的戰爭仍在持續。在三角洲部隊「金屬小隊」（Metal 0-1）的攻击下，俄军的干扰塔被小队炸毁，美军通讯得以恢复，而進攻曼哈頓的俄軍被迫从哈德逊河沿岸撤退。

#### 猎杀潜航
金屬小隊在海豹突擊隊協助下成功控制了擔任俄軍指揮艦的核潛艇，並發射潛艇上的導彈摧毁了哈德遜河上的俄軍水面艦艇。

#### 湍流
10月4日，由于正面战场受挫，俄羅斯總統沃舍尔斯基在前往德国汉堡進行和平談判，然而途中遭遇袭击，总统本人被马卡洛夫抓走。

#### 重返战场
尤里提供的线索显示马卡洛夫在通过塞拉利昂的一处军火商运送某些物品，经由摩洛哥、西班牙运抵英国。普萊斯和麥克塔維什等眾人跟隨線索前往調查貨物但未能阻止貨物被運送離開。

#### 防患未然
得到法国情報的軍情五處派遣空降特勤隊于黎明攔截在倫敦卸貨的數輛卡車，卻只鎖定了假目標。（在本章节中，如果选择了“跳过敏感剧情”，则主角会被卡车的爆炸物直接炸死）

### 第二章

#### 门柱
当天上午倫敦、巴黎、柏林、布魯塞爾、伯爾尼、馬德里、羅馬、布達佩斯、华沙等西歐與中歐主要城市同時發生了化學武器爆炸，俄軍藉著各國混亂之际大舉發動对德国等国家的地面進攻，而三角洲特種部隊臨危受命，與美國陸軍第75遊騎兵團一起前往德國漢堡援救本來準備參與和平談判的美國副總統。

#### 物归原主
普萊斯聯繫前上司—SAS指揮官麥克米蘭，获得线索后協同眾人來到索馬里博薩索抓捕當地軍閥瓦拉比，並得到了馬克洛夫的炸彈製造專家沃克（Volk）身在巴黎的情報並將消息告知金屬小隊。

#### 打包带走&铁娘子
小隊配合法國國家憲兵干預組在巴黎俘获沃克，並得到口供馬卡洛夫將在布拉格會見其手下。

#### 风暴之眼&患难兄弟
普萊斯等人在布拉格与前俄軍的卡馬洛夫和捷克抵抗組織的協助下计划刺殺馬卡洛夫但反被設下陷阱，卡馬洛夫被炸死，尤里和肥皂提供狙击掩护的建築物也隨後爆炸（肥皂此時聽到馬卡洛夫向尤里發送的通訊）。肥皂為掩護尤里在爆炸中受致命傷，並在向普萊斯透露馬卡洛夫認識尤里後氣絕，尤里在逼問下承認自己曾經是馬卡洛夫的手下，但在一系列事件後信念開始動搖，而馬卡洛夫則因他反對機場屠殺案並暗中通知CIA一事曾試圖處決他，後被醫療人員救活，从此走上对抗極端民族主義者的道路，普莱斯选择相信了尤里的故事並决定将其继续留在部队参与下一步行动。

### 第三章

#### 固若金汤
得知馬卡洛夫在布拉格城外的一座舊城堡後，普萊斯和尤里於黑夜潛入城堡，發現馬卡洛夫已获悉俄羅斯總統的女兒身在柏林並打算以她胁迫总统交出核彈發射密碼。

#### 焦土策略
得知马卡洛夫准备绑架俄罗斯总统的女儿后，金属小队赶往柏林进行营救，但最终马卡洛夫的人将其带走。

#### 狡兔三窟
普萊斯、尤里協同三角洲部隊追踪至俄罗斯西伯利亞的一座鑽石礦內，在救出俄罗斯总统父女之后桑德曼、格林奇和塔克为掩护撤退而留在矿井里没能上直升机，矿井倒塌后三人失踪。救出总统后和谈得以继续，战火即将平息。

#### 尘归尘，土归土
停戰協議簽署的三個月後（1月21日），普萊斯和尤里得知馬卡洛夫藏身在迪拜綠洲酒店後全副武裝攻入。在尼古莱的幫助下，他們很快突入電梯并击落馬卡洛夫一架直升機，但其撞向二人身處的電梯，导致裝甲被撞坏所以只能丢弃。二人只好跳上另一部電梯到達酒店頂層繼續追擊，但另一架直升機向他们發射火箭彈導致樓層坍塌。尤里身受重傷而普萊斯獨自繼續追擊並及時趕上接应馬卡洛夫的直升机。普萊斯跳上直升機杀死驾驶员的同时破壞了儀表盤，導致直升機失控坠落於酒店玻璃顶层。馬卡洛夫逃出机舱準備向普萊斯開槍之際被重伤的尤里击中，隨即连开三槍击毙尤里，普萊斯趁機将馬卡洛夫撲倒，用钢缆套在其脖子上並砸穿玻璃顶层，普莱斯掉到了下层走廊，马卡洛夫則被鋼纜吊死，一切結束後普莱斯看着马卡洛夫的尸体抽起了雪茄。

## 登場角色

### 141特遣隊／尼古萊的私人軍隊
在前作《现代战争2》中由于谢菲尔德将军的背叛，141特遣隊已被官方解散，且倖存成員全都被通缉，因此在本作前期的141特遣队徽章上有“disavowed”（除名）字样。后期在救出俄罗斯总统后才恢复名誉，但並沒有說明該部隊有否重新成為正規部隊。
- 尤里（Yuri）：前俄羅斯特種部隊幹員，為玩家角色之一。在141特遣隊被謝波德將軍背叛後，被通緝的普萊斯和「肥皂」，還有俄羅斯籍傭兵的尼古萊等人爲了終結美俄戰爭而合作。作為尼古萊私人部隊最優秀戰士的尤里被尼古萊安排與普萊斯和「肥皂」打頭陣，有著共同目的的三人因而在多次非法行動中以類似一支作戰小隊的形式活動著。由於與普萊斯合作之時141特遣隊已被官方解散，故嚴格而言尤里並非該部隊的正式成員。後來得知尤里曾為馬卡洛夫的手下，並參與了1996年的普里皮亞季軍火交易，目睹伊姆蘭·扎卡伏被射斷一條手臂，以及在2011年的中東核爆事件，見證了馬卡洛夫命令核彈引爆的時刻。後因反對馬卡洛夫於2016年策劃的扎卡伏國際機場恐怖事件而被馬卡洛夫槍擊但僥倖生還，從此痛恨極端民族主義者，為了追殺馬卡洛夫及阻止其瘋狂行徑而成為尼古萊的傭兵。在美俄戰爭結束後不久與普萊斯於杜拜的綠洲酒店追擊馬卡洛夫，因救普萊斯而被馬卡洛夫槍殺身亡。
- 约翰“肥皂”·麦克塔维什 （ John "Soap" MacTavish）：前141特遣隊上尉，因在上部作品殺死了谢菲尔德將軍（英语：General Shepherd）而成為通緝犯。在本作中聯同普莱斯及尤里等人追殺马卡洛夫。其後在布拉格一次行动中落入马卡洛夫的陷阱，在生死关头将尤里推出钟楼，而自己却被炸成重伤，在普莱斯和尤里将其带出敌军包围后因為失血过多而死亡。
- 约翰·普莱斯（John Price）：玩家角色之一，與“肥皂”同是前141特遣隊的上尉和通緝犯，並為追殺马卡洛夫而戰，最終在美俄戰爭結束後不久攻入迪拜的綠洲酒店來向馬卡洛夫索命，並用鋼索將马卡洛夫從酒店玻璃天頂上吊下縊死，結束了一切。
- 尼古莱（Nikolai）：“肥皂”和普莱斯的重要線人，患难多年的战友，為一位优秀的飞机驾驶员，常驾驶直升机为地面的行动提供支援或在行动最后负责撤离。在“肥皂”殺死謝菲爾德將軍後把他和普莱斯帶到印度。接著為普莱斯和“肥皂”的行動提供重要資訊和支援。曾经于《使命召唤4：现代战争》中和《使命召唤：现代战争2》中登场。

### 三角洲部隊
- 德里克“寒霜”·韦斯特布鲁克（Derek "Frost" Westbrook）：為玩家角色之一，隷屬於美國陆军三角洲部隊金屬小隊的中士，代号金属0-4。曾聯同桑德曼等人在紐約、巴黎和柏林作戰。從DLC1的“黑冰”剧情可知，寒霜在西伯利亚联合行动中负责前往矿井安放炸弹以掩护行动，并没有死亡。
- 桑德曼（Sandman）：三角洲部隊金屬小隊的士官長，曾在2013年與普莱斯、“肥皂”和“幽靈”等人參與“王魚行動”，在现代战争3中作为三角洲部队金属小队的队长，代号金属0-1。在参与联合普莱斯於西伯利亞一处钻石矿井的的聯合行動時，為掩護普萊斯等人安全撤離而留在礦井里，很有可能已經死亡。
- 特拉克（Truck）：三角洲部隊金屬小隊的上士，代号金属0-2。在參與與普莱斯於西伯利亞的聯合行動時，為掩護普萊斯等人安全撤離而留在礦井里，很有可能已經死亡。
- 格林奇（Grinch）：金属小队的队员，代号金属0-3，在參與與普莱斯於西伯利亞的聯合行動時，為掩護普萊斯等人安全撤離而留在礦井里，很有可能已經死亡。
- 麦考伊（McCoy）：可能为金属小队的队员之一，在參與與普莱斯於西伯利亞的聯合行動時，在潜入矿坑的时候被敌人火箭弹击中电梯爆炸而死亡。

### 空降特勤隊第22團
- 馬庫斯·伯恩斯（Marcus Burns）：為玩家角色之一，隷屬於英國空降特勤隊的一名中士。參與了在倫敦攔截生化武器卡車的行動，在伦敦遭生化武器袭击后不知去向。（如选择屏蔽敏感内容则由于被拦截的货车爆炸而陣亡）
- 沃尔克劳夫特（Wallcroft）：與伯恩斯一起行動的空降特勤隊中士，Bravo 6小隊的队长，在拦截货车之后被紧急调往唐宁街处理袭击事件（可于关卡“门柱”开头简报得知）。曾於《使命召唤4：现代战争》中登場（在《使命召唤4》中的货轮行动登场，作为普莱斯上尉的下属，与格里芬负责在甲板放哨）。
- 格里芬（Griffen）：与伯恩斯一起行动的空降特勤隊下士，在伦敦追击被敌人劫持的地铁时由于地铁翻侧导致所乘坐的皮卡发生车祸，陣亡。曾于《使命召唤4：现代战争》中登场（当时是二等兵）。
- 麦克米兰（MacMillan）：1996年为英國空降特勤隊上尉，现为第22空降特勤隊A大队（代号“赫里福德”）指挥官，在本作為普莱斯提供任務資訊。曾在《使命召唤4：现代战争》中登场，1996年与普莱斯上尉在普里皮亞季奪去了扎卡耶夫的一条手臂，其後被坠毁的Mi-28“浩劫”直升機砸到腿受伤，需由普莱斯背到撤離地點。

### 国家宪兵干預組
- 萨伯瑞（Saber）：法國國家憲兵干預組幹員。在巴黎與三角洲特種部隊金屬小队會師並协助他們抓捕沃尔克。

### 聯邦國防軍陸軍
- Blutertragen：聯邦國防軍戰車指揮官。出現在任務「焦土策略」，其所屬的戰車排在柏林戰役中協助金属小队拯救困於柏林市內的俄羅斯總統女兒阿連娜。率領德軍戰車進攻俄軍防線時，其指揮的豹2式戰車被俄軍T-90戰車擊毀於橋上。
- Zerstörer：聯邦國防軍戰車指揮官。在金属小队擊毀T-90戰車後越過大橋，協同金属小队突破俄軍防線，座駕在推進時被俄軍炸塌大樓壓毀，當場陣亡。
- Vorschlaghammer：聯邦國防軍戰車指揮官。在金属小队擊毀T-90戰車後，跟隨Zerstörer指揮的豹2越過大橋，協同金属小队突破俄軍防線，座駕在推進時被俄軍炸塌大樓壓毀，當場陣亡。

### 同心圈
- 弗拉基米尔·R·马卡洛夫（Vladimir R. Makarov）：俄羅斯極端民族主義黨和「同心圈」的領袖，是引發戰爭和策動多宗恐怖活動的關鍵人物之一，亦是尤里、“肥皂”和普莱斯所追殺的目標。在美俄戰爭結束後不久藏身於阿拉伯半島的绿洲酒店，於普莱斯與尤里的追擊行動中被普萊斯用鋼索從酒店玻璃天頂吊下縊死。
- 維克托“沃爾克”克里斯堅科（Viktor "Volk" Khristenko）：馬卡洛夫的炸彈製造手，藏身在巴黎。最後被三角洲部隊的“金屬分隊”配合法國國家憲兵干預組俘獲，並說出馬卡洛夫將在布拉格會見其手下。

### 俄羅斯政府
- 安德烈·哈尔科夫（Andrei Harkov）：玩家角色之一，為俄联邦保卫局（FSO）的特工。在保護俄羅斯總統撤離時被乘直升機前來的马卡洛夫槍殺。
- 里奥尼德·普多夫金（Leonid Pudovkin）：俄联邦保護局领队，在保护俄总统撤離時，被乘直升機前來的马卡洛夫槍殺。
- 阿遼沙.塔可夫斯基（Aloysha Tarkovshy）：俄联邦保卫局（FSO）的特工，被“同心圈”成員槍殺。
- 鲍里斯·沃谢夫斯基（Boris Vorshevsky）：俄羅斯總統，為和谈的关键人物，在前往汉堡的途中于专机上被“同心圈”襲擊，再被馬卡洛夫绑架，最後被三角洲特種部隊和141特遣隊所救。
- 亞莲娜·沃谢夫斯基（Alena Vorshevsky）：俄羅斯總統的女兒，在總統被綁架后由FSO特工救出，前往德國避難。后因總統不肯交出核發射密碼而被綁架，最後被三角洲特種部隊和141特遣隊所救。

### 其他
- 瓦拉比（Waraabe）：在索馬里走私軍火的軍閥，與馬卡洛夫存在交易。在向普莱斯等人說出馬卡洛夫的炸彈製造手沃爾克身在巴黎的情報後被普莱斯槍殺。
- 戴維斯一家（Davis Family）：伦敦生化武器袭击事件中的受害者，其中戴維斯先生為可玩角色，事件背景為夫妻二人帶著女兒前往倫敦遊玩，期間不幸被“同心圈”成員引爆載有化武的卡車而死亡。該關卡“Davis Family Vacation”在前一個任務“Mind the Gap”結束後展開，如果選擇屏蔽敏感內容則會直接跳過。[23][24]
- 卡马洛夫（Kamarov）：前俄罗斯联邦军士兵，后成为反马卡洛夫抵抗组织的首领。為普莱斯的舊識，曾经和普莱斯“联合”救出了尼古莱，参与了寻找阿萨德的行动，他也負責為普莱斯和“肥皂”的行動提供重要資訊。在布拉格行动中被马卡洛夫俘虏，随后被绑在电梯里用C4炸药炸死。

## 陣營

### 游戏中玩家扮演角色的阵营
- 141特遣队—除名（Task Force 141-Disavowed）
  - 實則上已被官方解散，不再是正規部隊。在接出俄羅斯總統父女後得到平反。
- 美國陸軍三角洲特種部隊金屬分隊（Delta Force Team Metal）
- 英國陸軍空降特勤隊（SAS）
- 俄罗斯联邦保卫局（Federal Protective Service of Russia）
- 美國空軍
- 「同心圓」恐怖組織（Inner Circle）
  - 只在Special Ops模式關卡“Milehigh Jack”中由玩家扮演。
- 美國陸軍第75遊騎兵團（75th Ranger Regiment）
  - 只在Special Ops模式數個關卡中由玩家扮演。

### 友方
- 美國軍隊
  - 美國陸軍
  - 美國海軍
    - 三棲特戰隊

  - 美國空軍
- 尼古萊的部隊
- 倫敦都市警部
- 法國國家憲兵干預組（GIGN）
- 捷克抵抗力量
- 德國聯邦國防軍

### 敵方
- 俄羅斯聯邦軍隊
  - 俄羅斯陸軍
  - 俄羅斯海軍
  - 俄羅斯空軍
- 同心圈（Inner Circle）[25]
- 非洲民兵

### 多人模式中登场的組織
- 美國陸軍三角洲特种部隊（Delta Force）
- 英國陸軍空降特勤隊（SAS）
- 法國國家憲兵干預組（GIGN）
- 私人軍事承包商（PMC）[26]
- 俄罗斯特种部隊（Spetsnaz）
- 「同心圈」（Inner Circle）
- 非洲民兵（African Militia）